# Quartier VIII (Turku)
Pour les articles homonymes, voir Port Arthur.
Le Quartier VIII (finnois : VIII kaupunginosa) ou Port Arthur est un quartier de Turku en Finlande.

## Description
Le quartier VIII est situé sur la rive ouest du fleuve Aura, entre Puistokatu et le quartier IX.
Son nom vient de la ville portuaire Port Arthur. 
Lors de la construction de ce nouveau quartier de maisons en bois, au début du XXe siècle, la Russie et le Japon sont en guerre et le Japon  vient de conquérir le fort de Port Arthur.
L'un des maçons s'exlame qu'il est en train de construire le nouveau Port Arthur et le nom restera.
En 2009, la direction des musées de Finlande a classé les maisons en bois de Port Arthur et l'église Mikael parmi les Sites culturels construits d'intérêt national en Finlande